# Le Lion des Flandres
Pour les articles homonymes, voir Lion (homonymie).

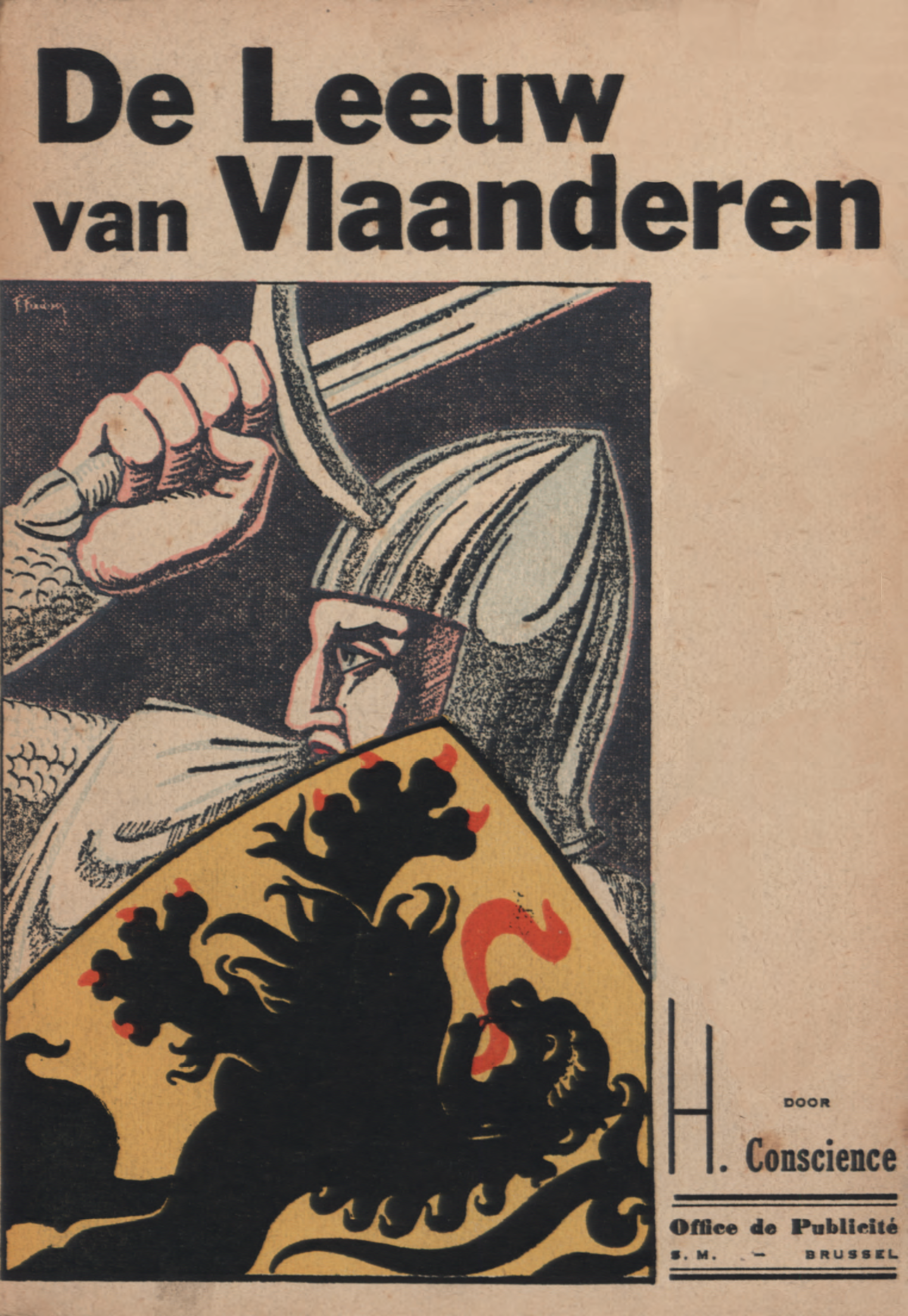
Couverture du livre De leeuw van Vlaanderen

Le Lion des Flandres (en néerlandais : De Leeuw van Vlaenderen) est un roman historique paru en 1838 de l'écrivain belge d'expression néerlandaise Hendrik Conscience, qui y retrace la bataille des Éperons d'or ou bataille de Courtrai de 1302. Robert de Béthune y incarne le Lion des Flandres.
Ce roman présente de nombreuses similitudes avec Ivanhoé de Walter Scott, notamment la manière de dépeindre au XIXe siècle les révoltes de groupes sociaux actifs au Moyen Âge, ou l'absence de vrai héros agissant et décidant seul : c'est une équipe ou un groupe qui agit collectivement face à une domination tyrannique française (vision de l'auteur) avec deux ou trois meneurs.
L'intérêt de ce livre est de montrer que la Flandre, à l'époque particulièrement prospère, était la Venise du Nord, ce qui a attiré dès 1300 la convoitise de Philippe le Bel, influencé par son épouse espagnole Jeanne de Navarre et par son conseiller et futur grand chambellan Enguerrand de Marigny[incompréhensible].
Le Lion des Flandres a été traduit en français assez rapidement. Il existe plusieurs versions en néerlandais : en effet, l'orthographe a changé et certains mots sont moins pertinents. Il y a donc eu des réécritures afin de rendre le texte plus intelligible au lecteur contemporain.
Dans l'édition originale, le roman est précédé d'une sorte de rapport ou d'état des lieux des Flamands au XIXe siècle.
Le Lion des Flandres est adapté à l'écran par Hugo Claus en 1985. Le film présente de nombreux anachronismes : un roi de France adolescent alors qu'il avait 34 ans lors de la bataille des Éperons d'or (ou bataille de Courtrai) et un coadjuteur du royaume presque sénile alors que du même âge que le roi (il sera nommé en 1302 après la mort de Pierre Flote son prédécesseur quinquagénaire).

## Éditions
- Hendrik Conscience, Le Lion de Flandre, Paris, Calmann-Lévy, 1876 (lire en ligne)

- Hendrik Conscience (préf. Jan Deloof), Le Lion des Flandres, Cleden-Poher, Yoran Embanner, 30 janvier 2008, 632 p. (ISBN 2914855443)